# Larry Junstrom

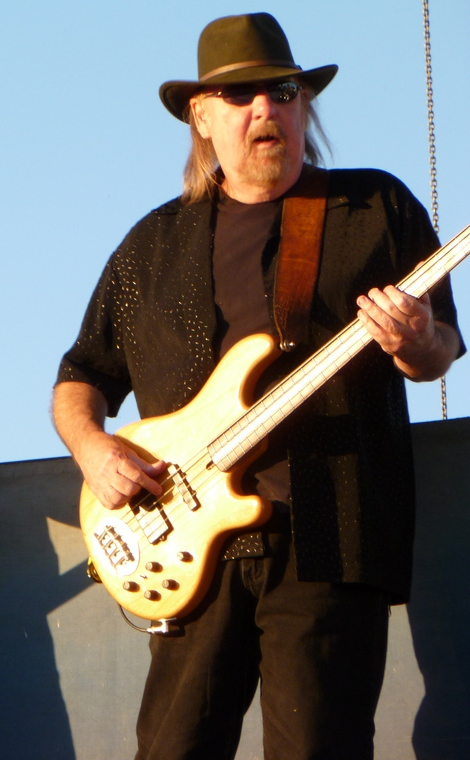
Larry Junstrom (Dixon May Fair, 2010)

Larry Junstrom (* 22. Juni 1949 in Jacksonville, Florida; † 5. Oktober 2019) war ein US-amerikanischer Southern-Rock-Bassist der Band 38 Special. Er war auch eines der Gründungsmitglieder der Southern-Rock-Band Lynyrd Skynyrd.
Junstrom war Bassist bei Lynyrd Skynyrd von 1964 bis 1970. Sein Nachfolger war Greg T. Walker, der später als Bassist der Band Blackfoot berühmt wurde. Dieser verließ die Band 1972 und nun kam der als Bassist Lynyrd Skynyrds in der Öffentlichkeit bekannt gewordene Leon Wilkeson in die Band. Donnie Van Zant, der jüngere Bruder von Ronnie Van Zant, gründete 1975 die Band 38 Special, in die Junstrom 1977 einstieg.